# Grupa formalna
Grupa formalna – typ grupy społecznej charakteryzujący się sformalizowanymi stosunkami między jednostkami, sztywną strukturą, sformalizowaną kontrolą społeczną i zazwyczaj przypisanymi rolami odgrywanymi przez członków takiej grupy. 
Struktura tego typu grupy charakteryzuje się przede wszystkim bezosobowymi, rzeczowymi więziami. Grupy formalne organizowane są dla realizacji konkretnego celu i powstają zazwyczaj na bazie prawa publicznego.